# میلتاخ
میلتاخ (به آلمانی: Miltach) یک شهر در آلمان است که در Cham واقع شده‌است.

## خواهرخوانده
شهر هون‌اشتاین (زکزیش. شوایتز) خواهرخواندهٔ میلتاخ هست.